# Церковь Николая Чудотворца (единоверческая, Верх-Нейвинский)
Церковь в честь святителя Николая Чудотворца — единоверческий храм в уральском заводском посёлке Верх-Нейвинском. Церковь была открыта в 1882 году на месте часовни старобрядцев-беглопоповцев и закрыта в 1934 году по распоряжению властей. Здание храма снесено в 1955 году. На его месте ныне расположена школа имени А. Н. Арапова.

## Расположение и состояние
Единоверческая церковь Николая Чудотворца располагалась на месте нынешней школы имени А. Н. Арапова (современный адрес — ул. Ленина, д. 72), вблизи Малого (Нижнего) пруда. К храму вела Центральная улица (ныне ул. Ленина). Также от храма начиналась Церковная улица, которая ныне называется улицей Арапова.
Единоверческую Свято-Николаевскую церковь не следует путать с православной Свято-Николаевской церковью, которая располагалась в центре поселения, напротив здания заводоуправления. Оба Свято-Николаевских храма не сохранились, но в отличие от православной церкви в центре посёлка здание единоверческой церкви было полностью снесено. Здание же Свято-Никольского храма близ заводской конторы было перестроено под клуб, и сегодня в нём располагается Центр культурного досуга.

## Архитектура и убранство
Единоверческая Свято-Николаевская церковь представляла собой крупное двухэтажное здание, перестроенное из деревянной часовни. Над первым этажом с западной части возвышалась колокольня, с восточной — надстройка, напоминающая второй этаж, и большой купол. Здание церкви было оштукатурено и окрашено в белый цвет. Крыша, купол и шпиль колокольни были покрыты верх-нейвинским листовым железом и окрашены в зелёный цвет. Свято-Никольский храм окружала чугунная ограда. С наружных стен фасада и паперти взирали лики святых. С улицы церковь украшали восемь расписных икон.
Сведений о внутреннем убранстве Николаевского храма не сохранилось. Однако известно, что в церкви находилась почитаемая верхнейвинцами икона святителя Николая. Она размещалась на аналое у правого клироса. Икону украшали аметисты и топазы в богатой серебряной с золочением ризе. В великие торжества икону выносили из храма для крестных ходов, в которых участвовали приходы двух верх-нейвинских Свято-Никольских храмов.
В ризнице Свято-Николаевской церкви имелись дорогие облачения. Описание одного из священнических облачений звучит так: «Риза голубого бархата на белой парче, поручи и пояс на розовом коленкоровом покладе, епитрахиль такой же — с шестью крестами из серебряной канители, пуговицы (в количестве 12-ти штук) из топаза в серебряной с золочением оправе. А покровцов и воздухов, шитых серебром и золотом разнообразного рисунка, имелось в большом количестве».

## История

### Единоверие
История посёлка Верх-Нейвинского неразрывно связана со старообрядцами, которые стали переселяться на Урал в первой половине XVIII века. Среди верх-нейвинских старообрядцев были и единоверцы — последователи старой веры, признающие при этом Русскую церковь и являющиеся её прихожанами.
Вопрос о единении старообрядцев с Православной церковью поднимался ещё во времена царствования Екатерины II. Позднее в старообрядчестве появилось новое направление — единоверие. С одной стороны, появление единоверия в XVIII веке выразилось в желании части старообрядцев объединиться с Церковью из-за отсутствия у старообрядцев церковной иерархии. С другой стороны, единоверие возникает в связи с осознанием правительством неэффективности силовых методов «ущемления раскола», провоцирующих старообрядцев на сопротивление.
По определению епископа Симона (Шлеёва), «единоверие есть примирённое с Русской и Вселенской Церковью старообрядчество». Первыми осуществили принцип единоверия старообрядцы-поповцы из Новороссии, обратившиеся в 1779 или 1780 году к епископу Никифору (Феотоки) с просьбой построить церковь и иметь собственного священника, признавая при этом Русскую церковь. Во время царствования императора Павла I в 1800 году были приняты «пункты о единоверии», чему предшествовало «ходатайство о принятии в единоверие старообрядцев нижегородских и московских».

### Предыстория храма. Старообрядческая часовня
В исторических документах, которые относятся к Верх-Нейвинскому заводу, упоминается староверческая часовня-храм длиной в 14 сажень и шириной в 6 сажень. Она была сооружена в 1775 году «радением старообрядцев» в честь святителя Христова Николы «на потребу старообрядческого люда». Располагалась часовня в сыром и неудобном месте — на низменном берегу реки Нейвы. Во время весенного паводка часовню подтапливало, в связи с чем службы на время паводка прекращались. Несмотря на все трудности часовня была посещаемой даже приезжими людьми, тайно совершались богослужения и требы.
В январе 1813 года к служившему в то время священнику Василию обратилась с просьбой о венчании молодая пара. Жених был из шадринских крестьян, а в то время действовал закон «не совершать таинства для пришлых крестьян и тем более не брачить чужеприходных». Несмотря на это отец Василий обвенчал жениха и невесту. Об этом было доложено преосвященному Иустину, епископу Пермскому, который передал дело на рассмотрение гражданским властям. В июне 1819 года с целью расследования дела шестилетней давности в Верх-Нейвинск приехал главный исправник Верх-Исетских заводов Высотский. Он посетил старообрядцев, побеседовал со старостой и выяснил, что ни документов о возведении часовни, ни разрешения на её строительства, ни документов о деятельности молитвенного дома нет. Старики-общинники объясняли это большим пожаром, произошедшим в заводском селении в 1790 году: «Все важные документы и акты сделались жертвою пламени». Исправник не стал обвинять старообрядцев, опечатывать часовню, описывать часовенное имущество. В своём рапорте Высотский сообщил следующее:

«Опасаясь ропота и нарушения самой тишины и спокойствия, легко произойти могущаго от людей необразованных, которые могут быть готовы ко всякой решимости…».
Рапорт и пояснительные бумаги были отправлены в Пермское Горное Правление. Чиновники не стали разбираться с делом и позднее передали его в Пермскую Духовную Консисторию, а там о деле и вовсе забыли.
В ноябре 1823 года наступил рассвет для общины старообрядцев-беглопоповцев. С разрешения начальства в Верх-Нейвинском заводе поселился беглый священник Благовещенской церкви Шуйского уезда Владимирской губернии Парамон Лебедев. Отец Парамон стал совершать для верхнейвинцев различные богослужения и требы. Священнослужителя очень уважали и ценили. Даже заводской исправник Васнецов 24 февраля 1824 года выписал охранный документ:

«Объявитель сего Екатеринбургскаго уезда Верх-Нейвинскаго завода старообрядческий священник Парамон Дмитриев сын, имеющий ставленую на священство грамоту, копия с которой препровождена от меня к Господину Пермскому губернатору, уволен от старшин старообрядческаго общества Кунгурской округи в селении Урминсой и других, приписавшихся к Верх-Нейвинскому молитвенному храаму, волостей — Асовской, Комаровской, Тасонской, Марковской, Голышевской, Березовской и Черноярской. Чего ради господам команду имеющие священника Парамона Дмитриева до означенных мест и обратно пропущать без задержания, в уверение чего и дан сей билет ему Лебедеву с приложением печати».
Отец Парамон обладал лидерскими качествами и даром слова, благодаря чему ему удалось надолго задержаться в Верх-Нейвинске. Решимость священника помогла объединить всю общину и заняться возведением часовни в новом месте. Парамон Лебедев получил разрешение у заводского исправника Васнецова и отца-благочинного из Невьянского завода и при поддержке заводских управляющих Егора Артемьевича Китаева и Ивана Евтихиевича Полузадова в 1825 году прибрежную деревянную часовню разобрали на брёвна и перенесели на более возвышенное место. Кроме самого отца Парамона, в возведении новой часовни принимали участие: Василий Иванович Макурин, Иван Тимофеевич Зубков, Ефтихий Иванович Залесов, Иван Фёдорович Дорофеев и другие заводские жители. Всего к работам был привлечён 21 человек.
На новом месте была построена двухэтажная деревянная часовня. На первом этаже находились крестильня и исповедальня, на втором — иконостас. В здании могли одновременно поместиться до полутора тысяч человек. В Никольской часовне верхнейвинцы и жители окрестных селений венчались на брак, крестили детей, причащались и совершали другие требы. Приходящих часовня поражала своими масштабами и убранством.
Несмотря на усиление гонений на старообрядцев после восшествия в 1825 году на престол императора Николая I старообрядцы-верхнейвинцы сохраняли свою веру. Многие верх-нейвинские старообрядцы принимали единоверие. По их просьбе заводовладельцы перестроили часовню на склоне Сухой горы в храм. 1 февраля 1848 года храм был освящён в честь Воскресения Христова. Со временем число единоверцев увеличилось, и Воскресенский храм стал тесным для прихожан.
После перестройки нагорной часовни на в Воскресенский храм по распоряжению Горного начальства 27 ноября 1844 года Никольская часовня была закрыта и опечатана. Облачения, иконы, утварь, книги из часовни и 1746 рублей ассигнациями передали причту Воскресенского храма.
В 1877 году верх-нейвинские единоверцы обратились за благословением открытия нового прихода в Пермскую Духовную Констисторию. В 1878 году они получили согласие и благословение на строительство единоверческой церкви от Преосвященного Модеста (Стрельбицкого), епископа Екатеринбургского, викария Пермской епархии.

### История храма с 1882 по 1917 год
Новый храм решено было строить на месте бывшей старообрядческой Свято-Никольской часовни. К двухэтажному зданию пристроили колокольню и оштукатурили. 10 января 1882 года храм был освящён в честь святителя и чудотворца Николая Мирликийского. Большой вклад в строительство храма внёс владелец Верх-Нейвинских золотых приисков Владимир Михайлович Полузадов.
В 1847 году в цокольном помещении Свято-Никольского храма была открыта церковно-приходская школа. На 1900 год в школе было 83 обучающихся. Преподавателями были Екатерина Васильевна Стефановская (дочь известного учителя Василия Аверкиевича Стефановского, служившего в Екатеринбургском духовном училище) и священническая дочь Раиса Попова. Попечителем школы был В. М. Полузадов.
Свято-Никольский единоверческий храм был всегда посещаем. Службы в храме проводились торжественно и по всем канонам. В то же время Воскресенский храм стал приписным, и службы в нём стали проводиться реже. Церковь Воскресения Христова стали использовать для отпевания усопших, которых погребали на единоверческом кладбище при этой же церкви.
Ежегодный доход Никольского храма составлял 317 рублей. Средства хранились в Российском банке. Имелся вечный вклад в размере 500 рублей, с которого снимали проценты в пользу причта. На местном базаре от прихода имелись лавки.
В Никольском единоверческом храме был создан церковный хор. Красивое многоголосное пение отмечалось даже приезжими священниками.
По данным на 1915 год в данном приходе числилось 1838 человек. Частью прихожан были единоверцы из окрестных населённых мест: села Тарасовского и Пальниковой Верх-Нейвинской волости, а также деревни Таватуй одноимённой волости.

### Храм в первые годы советской власти
Октябрьская революция 1917 года и начавшаяся в стране Гражданская война изменили положение православия и верующих в России, в том числе в Верх-Нейвинске. Советская власть была окончательно установлена в посёлке в 1919 году. С 1920-х годов началась борьба за существование верх-нейвинских храмов. Верх-Нейвинский поселковый Совет постановил местным священнослужителям организовать перепись православного населения, составить приходские списки и объединить верующих в группы. Многие верхнейвинцы открыто заявили о своей принадлежности к православию, благодаря чему храмы не были закрыты даже после Гражданской войны.
В марте 1921 года Волостным Исполкомом было выпущено постановление № 2673, согласно которому группам верующих было обязано составить описи имущества церквей для исполнения религиозных обрядов и заключить договоры об аренде зданий храмов. То есть верующие арендовали у местных властей свои же церкви. 23 и 24 апреля 1921 года общины верующих верхнейвинцев заключили договоры с Верх-Нейвинским Советов Рабочих и Крестьян в лице его председателя В. П. Порошина.
В 1922 году в Советской России началось изъятие церкового имущества. 2 мая 1922 года, в 10 часов утра, в Верх-Нейвинске была собрана комиссия, в составе которой были представители духовенства и местной власти.
Изъятие проходило тихо, верующие сдерживались. Происходила опись имущества. В акте об изъятии церковных ценностей верх-нейвинских храмов сказано следующее (орфография сохранена):

«…Изъято из Николаевской и Воскресенской Единоверческих церквей.
Оправы с Евангелий серебро 8 шт. 2 ф. 13 зол, Крестов серебро 1 шт. 1 ф. 48 зол., Потиров (чаш) серебро 1 ф. 86 зол. Дискосы 2 шт. 74 зол. Звездицы серебро 2 шт. 33 зол. Ложицы серебро 2 шт. 18 зол. Дарохранительница серебро 1 шт. 2 ф. 18 зол. Корцев серебро 1 шт. 17 зол. Кадил серебро 2 шт. 1 ф. 85 зол. Риз серебряных с икон 1 шт. 1 ф. 72 зол. 1 шт. 4 ф. 3 зол., тарелочек серебро 4 шт. 57 зол. Всего штук 27 весом 17 ф. 78 зол. …»

### Закрытие церкви
1 декабря 1934 года по просьбе пионерской организации общим постановлением Верх-Нейвинского поселкового Совета народных депутатов было принято решение о закрытии Свято-Николаевского единоверческого храма. С утверждения Калатинского райисполкома здание церкви было передано во владение верх-нейвинским пионерам под устройство клуба, открытие которого было решено приурочить к VII съезду Советов. Единоверческая Николаевская церковь была закрыта первой в посёлке, за ней в последующие годы закрыли Воскресенскую единоверческую и Николаевскую православную церкви, а также старообрядческую (поморскую) часовню Николая Чудотворца.
Часть имущества единоверческого храма перенесли в православный. Сняли колокола, с купола и колокольни были срезали кресты. В здании церкви устроили клуб им. Ворошилова. По вечерам молодёжь приходила в клуб на танцы. В качестве танцплощадки использовали молитвенное помещение. В стенах бывшей церкви с патефонных пластинок звучали шлягеры тех лет.
25 октября 1955 года здание бывшего Свято-Николаевского единоверческого храма было обследовано. Создана комиссия по обследованию здания. Его признали аварийным и приняли решение снести. Был составлен акт (орфография и пунктуация сохранены):

«Акт. 25 октября 1955 года. Пос. Верх-Нейвинск. Мы, нижеподписавшиеся, комиссия в составе: Парицин П. В. — председатель, депутаты пос. Совета Максимов А. С., Тююшев П. В., начальник ОКС завода „Втормет“ Лебедев В. Е. составили настоящий акт на предмет обследования б. единоверческой церкви находящейся в пос. Верх-Нейвинск по ул. Ленина между домами 76, 78 и определения состояния отдельных конструкционных частей путем осмотра при вскрытии.
Б. единоверческая церковь построена в 1764 году. Фундамент бутовый на известковом растворе; стены — деревянные оштукатурены с обоих сторон; перекрытие подвала деревянное; крыша железная по деревянным стропилам и
обрешетке; отопление — печное.
При тщательном обследовании
здания б. единоверческой церкви
произведенном с вскрытием отдельных конструктивных элементов комиссия констатирует следующее состояние обследуемых частей здания:
I. Стены: со всеми сопряжениями наружных стен с внутренними и в углах здания (особенно с
северной стороны), из-за
неисправности крыши под действием влаги обнаружена гниль на
всю толщину стены и буквально угрожает выпадением
отдельных участков стен, что повлечет за собой обрушение и
верхнего строения — чердачное перекрытие и крыша.
II. Чердачное перекрытие: в местах опоры несущих деревянных балок на стены в большинстве обнаружена круговая гниль до 2/3 сечения балок, а некоторые балки сгнили полностью и поддерживаются исключительно за счет соседних. При малейшей нагрузке перекрытие вибрирует и с него сыплется штукатурка, а местами выпадают пластины чёрного наката.
III. Крыша: по нижним участкам скатов крыши железо проржавело, водопроводные желоба разрушены и вода с крыши через разрушенные участки протекает на стены под штукатурку снаружи и внутри здания. В местах примыкания надстроек и вендовых железо так же проржавело и в этих местах стропила и обрешетка сгнили.
Учитывая исключительно угрожающее состояние здания б. единоверческой церкви, при котором не исключена возможность обрушения, а следовательно и несчастные случаи с людьми проходящими мимо здания комиссия считает необходимым заявить следующее:
Здание б. единоверческой церкви должно быть снесено при соблюдении особых мер предосторожности при разборке и обязательном огораживании площади вокруг здания обеспечивающего
безопасность для прохожих.
Дополнительно к акту прилагаются фото-снимки отдельных участков здания. [Подписи.] 25/Х-1955 г.»
На месте единоверческой церкви было принято решение строить школу. Здание храма было снесено в конце октября — начале ноября 1955 года силами военнослужащих частей города Свердловска-44. В 1956 году на месте бывшего храма было выстроено трёхэтажное здание школы № 48 (ныне школа им. А. Н. Арапова).

## Настоятель
Настоятелем Свято-Николаевского единоверческого храма с 1898 по 1934 год был протоиерей Андрей Карпович Авдеев.
Андрей родился в 1871 году в крестьянской семье Шайтанского завода Красноуфимского уезда Пермской губернии. Будущий священнослужитель получил домашнее образование. Указом № 8386 Пермской Духовной Консистории 4 ноября 1894 года Андрей был назначен псаломщиком Шайтанской Христорождественской церкви. В 1898 году принят в штат Екатеринбургской епархии. 5 июля 1898 года епископом Екатеринбургским и Ирбитским Христофором Андрей был рукоположён в сан диакона, а 8 июля 1898 года — в священника.
По просьбе верхнейвинцев-единоверцев отец Андрей был назначен настоятелем единоверческого Николаевского храма. С сентября 1898 года Андрей Авдеев был законоучителем церковно-приходской школы.
С 7 августа 1905 года Андрей Карпович стал председателем Верхнетагильского миссионерского комитета. С 1 января 1907 года — председатель местного церковно-приходского попечительства. С 11 октября 1907 года — член благочиннического совета.
14 февраля 1903 года епископом Екатеринбургским и Ирбитским Никанором награждён правом ношения набедренника. 13 июня 1908 года епископом Екатеринбургским и Ирбитским Владимиром награждён цветной скуфьёй. В 1911 году за миссионерскую деятельность награждён орденом Святой Анны III степени. В мае 1932 года награждён правом ношения палицы.
Андрей Карпович был женат на Марии Стефановне, которая родила ему четверо детей. Супруга скончалась 12 мая 1906 года в возрасте 29 лет, и Андрей остался один с детьми. Погребение совершили на приходском кладбище нейво-рудянский священник Сергий Троицкий и псаломщик Поликарп Мягков. Над могилой Марии были возведены плита и большой ажурный крест из чугуна, а вокруг могилы была построена ограда в виде столбиков с цепями.
Отец Андрей был очень уважаем. Его любили дети и взрослые. Житель Верх-Нейвинска Николай Петрович Кропотухин (ум. в 2005 г.) вспоминал:

«Отец Андрей был очень вежливым и общительным. По окончании службы любил сидеть на крыльце храма (паперти), читал разные газеты. Разрешал детворе поиграть в храме, но запрещал лазить на колокольню. Жил тогда отец напротив церкви».
Отец Андрей проживал в доме близ Свято-Николаевского храма. Современный адрес дома — ул. Ленина, д. 49. В первые годы советской власти Андрей был выселен из собственного дома и скитался по посёлку. В одно время он проживал в церковной сторожке. На некоторое время его приютила в своём доме 41 по улице Баскова Ирина Васильевна Верёвкина. Позднее община снимала свой же дом за деньги. Священник вернулся в собственный дом, где проживал долгие годы.
После закрытия Николаевских храмов в 1930-х гг. отец Андрей служил в Воскресенской церкви. В середине 1940 года он тяжело заболел и службы в храме прекратились. 30 марта 1941 года Андрей Авдеев скончался. Он был похоронен у Воскресенской церкви с северной стороны.

### Пояснения
1. ↑  Не следует путать часовню Николая Чудотворца старообрядцев-поморцев с одноимённой часовней старообрядцев-беглопоповцев, существовавшей на месте Никольской единоверческой церкви. Поморская часовня находилась в районе нынешней улицы Просвещения.
2. ↑  Именно такая дата указана в оригинальном тексте акта.